# نصف دولار فورت فانكوفر المئوي
نصف دولار فورت فانكوفر المئوي، ويسمى أحيانًا نصف دولار فورت فانكوفر، هو قطعة تذكارية بقيمة خمسين سنتًا سُك بواسطة مكتب سك العملة الأمريكي في عام 1925. صُممت هذه العملة من قِبل لورا جاردين فريزر. يصور وجهها جون ماكلولين، الذي كان مسؤولاً عن حصن فانكوفر (فانكوفر، واشنطن حاليًا) منذ بنائه في عام 1825 حتى عام 1846. ومن هناك، حكم فعليًا منطقة أوريغون بالنيابة عن شركة خليج هدسون. ويظهر الوجه الخلفي رجل حدود مسلح يقف أمام الحصن.
أراد ممثل واشنطن ألبرت جونسون الحصول على عملة معدنية لاحتفالات الذكرى المئوية لقلعة فانكوفر، لكنه أقنع بقبول ميدالية بدلاً من ذلك. ولكن عندما نجح عضو آخر في الكونغرس في تعديل مشروع قانون سك العملة لإضافة عملة تذكارية، أضاف جونسون لغة تسمح بإصدار عملة تذكارية لقلعة فانكوفر. ووافق مجلس الشيوخ على التغييرات، ووقع الرئيس كالفين كوليدج على قانون الترخيص في 24 فبراير/شباط 1925.
كُلف فريزر بتصميم العملة بناءً على توصية لجنة الفنون الجميلة بالولايات المتحدة. نُقلت العملات المعدنية من دار سك العملة في سان فرانسيسكو، حيث سكت، إلى ولاية واشنطن بالطائرة كنوع من الدعاية. بيعت هذه العملات بشكل سيئ، وارجع جزء كبير من الإصدار من أجل استرداد قيمتها وصهرها، وربما كان هذا الفشل أحد العوامل التي أدت إلى انتحار أحد المسؤولين. بسبب العدد القليل من القطع الباقية، فإن هذه العملات المعدنية لها قيمتها اليوم.

## خلفية
يقع حصن فانكوفر، على الضفة الشمالية لنهر كولومبيا في ما يعرف اليوم بمدينة فانكوفر، واشنطن، عبر النهر من ما سيصبح بورتلاند، أوريغون. تأسست في عام 1825 من قِبل كبير العاملين في شركة خليج هدسون في المنطقة، الدكتور جون ماكلولين. تسعى الشركة للحصول على الفراء وغيره من السلع التجارية، كانت في منافسة مع شركة Pacific Fur Company التابعة لجون جاكوب أستور، ولها فرع في ما يعرف الآن بأستوريا، أوريغون. سُمي حصن فانكوفر على اسم القبطان البحري البريطاني جورج فانكوفر، الذي أعطى اسمه أيضًا لفانكوفر في كندا.
حتى معاهدة أوريغون عام 1846 التي حسمت المطالبات المتنازع عليها بين الولايات المتحدة وبريطانيا، كان ماكلولين هو الحكومة القائمة في ولاية أوريغون. أطاع الرجل الأبيض والأمريكيون الأصليون على حد سواء كلمة ماكلولين، ولم تكن حروب كبيرة هناك في ذلك الوقت. أصبحت فورت فانكوفر مركزًا تجاريًا لمنطقة كبيرة، وأكبر مستوطنة غرب السهول الكبرى. مع قدوم الحكم الأمريكي في عام 1846، استقال ماكلولين من شركة خليج هدسون، وذهب للعيش في مدينة أوريغون، التي أسسها، وأصبح عمدتها في عام 1851، بعد عامين من حصوله على الجنسية الأمريكية. توفي في عام 1857؛ وبعد قرن من الزمان، أطلق عليه المجلس التشريعي لولاية أوريغون لقب "مؤسس ولاية أوريغون"، وأصبحت قلعة فانكوفر الآن موقعًا تاريخيًا وطنيًا.

## تشريع
أملت شركة فورت فانكوفر المئوية في بيع نصف دولار تذكاري في الاحتفال المخطط له، وأقنعت الممثل ألبرت جونسون من ولاية واشنطن بتقديم تشريع في مجلس النواب. في مايو 1924، قدم هو والسيناتور ويسلي جونز، أيضًا من ولاية واشنطن، تشريعًا في مجلسي الكونغرس بقيمة نصف دولار لإحياء الذكرى المئوية لفورت فانكوفر. ولم تعقد أي جلسات استماع بشأن مشاريع القوانين. التقى ممثل ولاية إنديانا ألبرت فيستال، رئيس لجنة العملات، الأوزان، والمقاييس في مجلس النواب، مع جونسون وأقنعه بتقديم مشروع قانون لإصدار ميدالية بدلاً من ذلك. استنتج فيستال أن وزارة الخزانة كانت تعارض إصدار المزيد من العملات التذكارية، حيث كانت هذه العملات تجد طريقها إلى التداول وتسبب الارتباك للعامة. في 3 فبراير 1925، قدم جونز مشروع قانون للحصول على ميدالية، وفي اليوم الثاني عشر، فعل جونسون الشيء نفسه.
قُدم التشريع الخاص بنصف دولار في ولاية فيرمونت بمناسبة مرور 150 عامًا على تأسيسها من قِبل السيناتور الكبير في تلك الولاية، فرانك جرين، ووافق عليه في مجلس الشيوخ. عندما وصل مشروع القانون هذا إلى مجلس النواب في 16 فبراير، تقدم ممثل كاليفورنيا جون إي. راكر بتعديله لتوفير نصف دولار بمناسبة اليوبيل الماسي لولاية كاليفورنيا. طلب فيستال أن يُسمع صوته في المعارضة للتعديل، مشيراً إلى أن لجنته، بعد التوصية بمشروع قانون فيرمونت، قررت عدم الترويج لمزيد من الفواتير المعدنية. وأضاف أنه بسبب هذا، وافق جونسون على سحب مشروع القانون الذي قدمه. وتساءل زعيم الأقلية، النائب الديمقراطي فينيس جيه جاريت من ولاية تينيسي، عن سبب عدم قيام اللجنة بتحديد القاعدة قبل النظر في مشروع قانون فيرمونت، اعترف فيستال بأنه من الصعب الإجابة على هذا السؤال. صوت المجلس، وأُضيف التعديل. تقدم جونسون- وسط تصفيق زملائه - بتعديل آخر، لإضافة "فانكوفر، واشنطن". وأُقر التعديل، وكذلك مشروع القانون.
أدرك جونسون أن مثل هذا التعديل البسيط قد لا يؤدي إلى إصدار عملة معدنية. ولذلك عاد إلى قاعة مجلس النواب بعد ذلك بفترة وجيزة، طالباً إعادة النظر في مشروع القانون، حتى يتمكن من صياغة تعديله بنفس الصياغة التي استخدمها في العملتين الأخريين. بمجرد إعادة النظر في مشروع القانون، أضاف جونسون تعديله، لكن فيستال اقترح إعادة مشروع القانون إلى لجنته. فشل اقتراح فيستال، بأغلبية 24 صوتًا مؤيدًا مقابل 67 صوتًا معارضًا. تبع ذلك مشاحنات إجرائية مطولة حول ما إذا كان يمكن الاعتراض على هذا التصويت بسبب عدم اكتمال النصاب القانوني. وبمجرد حل هذه المشكلة، أقر مجلس النواب مشروع القانون مرة أخرى. أُعيد مشروع القانون إلى مجلس الشيوخ في اليوم التالي. قدم تشارلز كورتيس من كانساس اقتراحًا نيابة عن جرين بأن يوافق مجلس الشيوخ على تعديلات مجلس النواب، على الرغم من أن وزير الخزانة أندرو دبليو ميلون حث الرئيس كالفين كوليدج على نقضه، أُقر مشروع القانون، الذي يجيز العملات الثلاث، بتوقيع الرئيس في 24 فبراير 1925.

## تحضير
بمجرد موافقة الكونغرس على العملة، قدمت شركة Centennial Corporation نماذج جصية لفنان غير معروف، ظهرت الأحرف الأولى من اسمه ( SB ) على الوجه الأمامي. وأُرسلت إلى لجنة الفنون الجميلة ، المكلفة بموجب أمر تنفيذي صادر عام 1921 من قِبل الرئيس وارن جي. هاردينج بتقديم آراء استشارية بشأن الأعمال الفنية العامة، بما في ذلك العملات المعدنية. أظهرت النماذج ماكلولين على الوجه الأمامي والحصن مع جبل هود في الخلفية على الوجه الخلفي. من المرجح أن يكون إملاء هذه التصاميم من قِبل شركة Centennial Corporation. وفي 22 مايو/أيار، رفضت المفوضية النماذج ووصفتها بأنها "مثيرة للاهتمام"، لكنها أشارت إلى أنها ستحتاج إلى حائز ميداليات ذي خبرة. أوصت بشاطئ تشيستر، ولكن عندما حاولت الشركة توظيفه، اتضح أنه كان مسافرًا. وبدلاً من ذلك، عينت الشركة الاختيار الثاني للجنة، لورا جاردين فريزر، وهي مصممة متمرسة للعملات التذكارية.
وبما أن شركة Centennial Corporation قررت عناصر التصميم التي تريد رؤيتها على نصف الدولار، كان على فريزر أن تقوم بتفسيرها الخاص للتصاميم التي ابتكرتها شركة SB. عُينت في 15 يونيو، وأكملت نماذجها بحلول الأول من يوليو، عندما جاء لويس آيرز، أحد أعضاء اللجنة، لرؤيتها. كان متحمسًا، وأرسل خطابًا إلى رئيس اللجنة تشارلز مور بهذا الشأن، وكتب "تبدو العملة بأكملها مثيرة للاهتمام للغاية بالنسبة لي، وأعتقد أنها جيدة جدًا." وافقت اللجنة على النماذج، ثم وافق عليها ميلون. أُعدت القوالب في دار سك العملة في فيلادلفيا، ثم شحنها إلى سان فرانسيسكو، حيث كان من المقرر سك العملات المعدنية.

## تصميم

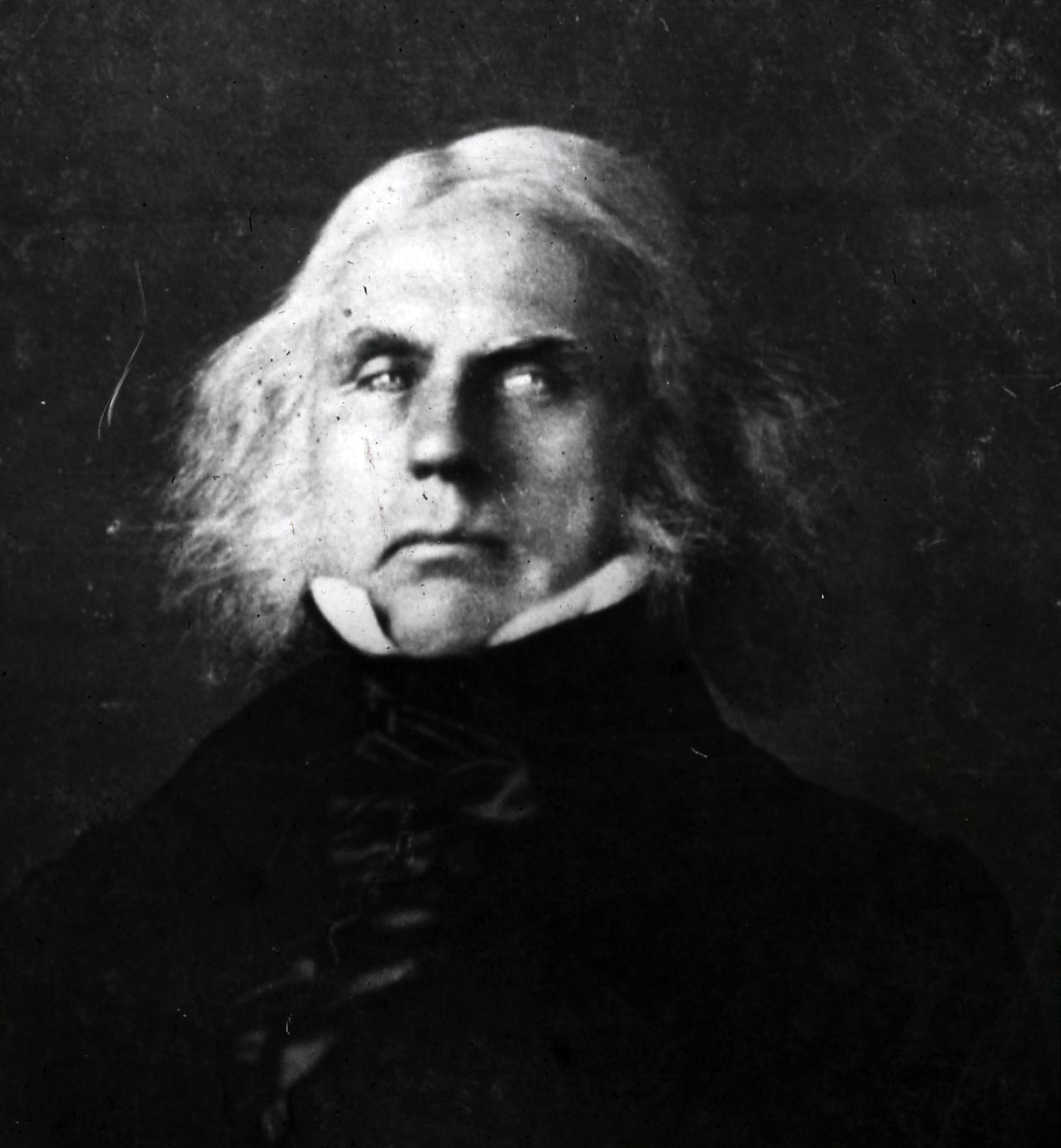
يصور وجه العملة المعدنية جون ماكلولين.

يظهر على الوجه الأمامي صورة ماكلولين وهو يواجه اليسار. اسم بلده المتبني يعلوه، واسمه و"HALF DOLLAR" أسفله، مع تواريخ المئوية و"IN GOD WE TRUST" على جانبي تمثال نصفي له. لم يكن لدى فريزر أي صور تشبه ماكلولين للعمل عليها، وما استندت إليه في رسم صورته غير واضح. ويظهره كرجل أكبر سنًا من عمره البالغ 41 عامًا في وقت تأسيس فورت فانكوفر. يظهر على الوجه الآخر رجل حدود مسلح يرتدي جلود غزال، خلفه سور حصن فانكوفر، وجبل هود في المسافة. إن النقش مكسور إلى حد ما، ولكن المقصود هو قراءته على النحو التالي "FORT VANCOUVER CENTENNIAL VANCOUVER WASHINGTON FOUNDED 1825 BY HUDSON'S BAY COMPANY". ناقش علماء العملات ما إذا كان غياب علامة دار السك متعمدًا؛ فهي العملة التذكارية الوحيدة التي صدرت في دنفر أو سان فرانسيسكو والتي تفتقر إلى علامة دار السك. الأحرف الأولى من اسم الفنان، "LGF"، موجودة في أسفل اليمين على الوجه الآخر، على الجانب الآخر من الدائرة من تاريخ "1825".

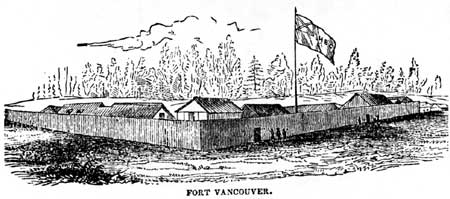
حصن فانكوفر في عام 1841

يصف أنتوني سوياتيك ووالتر برين، في كتابهما الصادر عام 1988 عن العملات التذكارية، تصميم فريزر بأنه "أفضل من أي شيء كان من الممكن أن يبتكره [تشيستر] بيتش". اعتبر كورنيليوس فيرمول، في مجلده عن فن صنع العملات والميداليات الأمريكية، أن نصف دولار فريزر "عملة مقبولة للغاية". كتب قائلاً: "يُحاول الوجه الأمامي موازنة المسافات بين الحروف وحدود خشونة التمثال النصفي، بينما يحتوي الوجه الخلفي على الكثير من المناظر الطبيعية في الخلفية، محاطًا بالكثير من الحروف. يُثبت هذا، بالإضافة إلى عملة هاواي التذكارية التي تحمل اسم "150 عامًا" لعام 1928، يجب حذف المناظر الطبيعية أو الجغرافية من نصف الدولار التذكاري".

## الإنتاج، التوزيع، والتجميع
سُك 50 ألف قطعة فقط من أصل 300 ألف قطعة مصرح بسكها، بالإضافة إلى 28 قطعة كان من المقرر إرسالها إلى فيلادلفيا لتكون متاحة للفحص والاختبار في اجتماع لجنة التحليل السنوي عام 1926. سُكت العملة في موعد لا يتجاوز شهر أغسطس 1 في سان فرانسيسكو. كنوع من الدعاية، نُقلت العملة المعدنية بالكامل (باستثناء 28 عملة معدنية) جواً إلى فانكوفر، واشنطن، بواسطة الملازم أوكلي جي كيلي من سلاح الجو الأمريكي في الأول من أغسطس؛ بلغ وزن الشحنة، بما في ذلك التغليف 1,462 رطل (663 كـغ). عند وصول العملات، استُلمت من قِبل هربرت كامبل، رئيس لجنة المئوية.
كان من المقرر أن تُستخدم نصف الدولارات للمساعدة في دفع تكاليف احتفالات الذكرى المئوية في فانكوفر. أقيمت هذه الاحتفالات في الفترة من 17 إلى 23 أغسطس، أبرزها عرض "قدوم الرجل الأبيض"، الذي كان "مبنيًا على حقيقة تاريخية". بيعت العملات المعدنية بسعر دولار واحد لكل منها؛ وطلاء عدة مئات منها بالذهب، مما قلل من قيمتها المستقبلية كعينات نقدية؛ واحتفظ ببعضها الآخر كقطع جيب، أو إنفاقها.
تسببت المبيعات الضعيفة في حدوث مشاكل مالية وربما تسببت في انتحار، ففي 22 أغسطس، انتحر تشارلز أ. واتس، سكرتير شركة سنتينيال والذي وصفه كامبل بأنه القوة الحقيقية وراء العملة، وانتحر. وفي اليوم السابق لوفاته، قال في اجتماع للشركة إن هناك أموالاً كافية لسداد جميع الديون، وفريزر لم يكن مديناً بأي أموال. ولكن لم يثبت أي من الأمرين، وبلغ مجموع الفواتير غير المدفوعة 6000 دولار، دون وجود أموال لسدادها. في الواقع، كانت رسوم فريزر البالغة 1,200 دولار مستحقة، وحاولت الحصول على مستحقاتها حتى بنصف الدولار، لكن لم تُسدد فاتورتها حتى مرور عام، عندما حصلت على مستحقاتها بشيك. لم تكن نصف الدولارات مملوكة للشركة، حيث كان بنك فانكوفر الوطني قدم أموالاً لها. توقفت المبيعات فعليا بحلول نهاية شهر أكتوبر. عرض تاجر العملات في تكساس بي ماكس ميل شراء ما تبقى من الإصدار بالقيمة الاسمية، لكن هذا العرض قوبل بالرفض لأن العديد من الناس دفعوا دولارًا واحدًا مقابل عملاتهم المعدنية. أرسل ما مجموعه 35,034 قطعة إلى دار السك للاسترداد والصهر، مما ترك 14,966 قطعة معلقة. وفقًا لـ سويتيك وبرين، "نظرًا لبعد الاحتفال وطبيعته المحلية الحصرية، فمن المدهش أن يباع ما يصل إلى أربعة عشر ألف قطعة نقدية."
بيع 1000 قطعة نقدية إلى أحد المسؤولين التنفيذيين في شركة خليج هدسون، وضعت في أرشيف مانيتوبا في وينيبيج، كندا. سُرقت في عام 1982 من قِبل أحد الحراس، الذي أنفقها واستبدل بعضها بالعملة الكندية في أحد البنوك. انتهى الأمر بالعديد منها في أيدي تجار العملات، الذين باعوها على نطاق واسع. وفي ذلك الوقت، كانت قيمة كل قطعة من العملات حوالي 800 دولار أميركي. بمجرد إدراك السرقة، رفعت مقاطعة مانيتوبا دعوى قضائية لاستعادة العملات المعدنية المتبقية، ولكن التوصل إلى تسوية سمحت للتاجر بالاحتفاظ بها.
سرعان ما حققت العملات المعدنية قيمة مميزة بعد إصدارها عام 1925 بسبب ندرتها، حيث ارتفعت إلى 10 دولارات بحلول عام 1928 قبل أن تتراجع إلى 7 دولارات بحلول عام 1930، في حالة غير متداولة. وصلت قيمتها إلى ذروتها عند حوالي 9 دولارات خلال طفرة العملات التذكارية في عام 1936. وعادت هذه العملات إلى مستوى 6 دولارات بحلول عام 1940، لكنها زادت بعد ذلك بشكل مطرد في القيمة، وارتفعت إلى 1,600 دولار خلال طفرة العملات التذكارية الثانية في عام 1980. تُدرج طبعة دليل RS Yeoman 's A Guide Book of United States Coins المنشورة في عام 2017 العملة المعدنية بسعر يتراوح بين 300 و975 دولارًا، اعتمادًا على الحالة. بيعت عينة شبه نقية في مزاد عام 2014 مقابل 8225 دولارًا.